# Coelocormus
Coelocormus is een monotypisch geslacht uit de familie Didemnidae en de orde Aplousobranchia uit de klasse der zakpijpen (Ascidiacea).

## Soorten
- Coelocormus huxleyi Herdman, 1886